# Talmaj
Talmaj (XI/X w. p.n.e.) – według Biblii władca aramejskiego państewka Geszur. Syn Ammichuda. Ojciec Maaki, żony Dawida, króla Izraela. Przez córkę dziadek Absaloma. Talmaj udzielił schronienia wnukowi, gdy ten zabił swojego przyrodniego brata Amnona. Absalom przebywał na dworze Talmaja trzy lata, dopóki nie uzyskał zgody Dawida na powrót do Jerozolimy.